# 清水隆行 (写真家)
清水 隆行（しみず たかゆき、1973年2月28日 - ）は、日本の写真家、映像作家、アートディレクター、デザイナー、映像プロデューサー。新写真派協会会員、株式会社ビーフェイスクリエイティブ代表取締役、東京モード学園グラフィック学科講師。日本大学芸術学部写真学科卒業、千葉県市川市出身。

## 来歴
千葉県市川市出身。市川市立大柏小学校、秀明八千代中学校、秀明八千代高等学校、日本大学芸術学部写真学科卒業。
大学在学中に写真家・染谷悟で出会い、アシスタントをはじめる。同時に新進気鋭の若手クリエイティブを集め、活動。出版社、編集プロダクションにて編集業務を学びながらフォトグラファーとして活動を開始。
1999年（平成11年）株式会社ビーフェイスクリエイティブ設立、代表取締役に就任。新写真派協会入会。
2016年（平成28年）東京モード学園グラフィック学科講師に就任。
現在、広告･雑誌媒体を中心に人物撮影を得意とし、作品を発表している。近年は映像制作も積極的に取り組んでいて、撮影から制作まで手がけている。

## 人物
- 小学生時代に写真クラブに所属し、カメラの面白さに気づいた。顧問の先生が暗い部屋の中で、液体に浸した白い紙に撮影した画像が浮かび上がる瞬間、虜になったという。その後、親のカメラで身近なものを撮っていたが、高校生時代にアイドルにハマリ、ただアイドルを撮りたいだけではなく、角度やピント、どう撮ると良い写真になるか研究するようになった[3]。
- 高校時代の進路は、当初、理系の大学を目指していたが、どうしても写真がやりたいという衝動を抑えきれず、三浪して日本大学芸術学部写真学科に合格した。浪人時代は新聞奨学生をしながら自らの学費を稼ぐ苦学生だった[3]。
- 趣味はサーフィン、船舶。好きな言葉は「一期一会」
- 大学時代の同級生に大河ドラマ、朝ドラのNHKプロデューサー川口俊介、脚本家の荒井修子、山陰中央テレビアナウンサー竹内こまえ、青森放送アナウンサー小林あずさ、メディアプロデューサーの金子正男がいる[4]。

## 作品

### 人物
- 加藤綾子（元フジテレビアナウンサー） - プロフィール写真[3]
- 大場美奈（元SKE48・AKB48） - プロフィール写真[3]
- 倖田來未 - ライブツアー撮影[3]
- フレンチ・キス - CDジャケット写真[5]
- 宇田川ホワイトベアーズ（乃木坂464期生） - ドラマ内の5人組のアイドルグループ[5]
- CYBERJAPAN DANCERS[5]
- 山田孝之（俳優）[5]
- 柳楽優弥（俳優）[5]
- 市毛良枝（俳優）[5]
- 茂木健一郎（脳科学者）[5]
- 竹中平蔵（元内閣府特命担当大臣、総務大臣）[5]
- 似鳥昭雄（ニトリ創業者）[5]

### 広告
- 『鹿児島県「黒」キャンペーン』 - AKB48柏木由紀 出演[3]
- 『スカルプDシャンプー』 - 雨上がり決死隊 出演[3]
- 『スカルプDまつげ美容液』 - 渡辺直美 出演[3]
- Hanes[6]
- champion[6]
- ABCマート[6]
- 早稲田アカデミー[6]
- はるやま[6]
- 日清オイリオ[6]
- NTT東日本[6]
- ハズキルーペ[7]

### 映画
- 『クロガラス』（2019年3月9日公開、エイベックス・ピクチャーズ）[7]
- 『クロガラス2』（2019年3月30日公開、エイベックス・ピクチャーズ）[7]

### インターネット放送
- 『高台家の人々』（2016年、dTV、小松菜奈主演）[7]
- 『配信ボーイ ～ボクがYouTuberになった理由』（2018年、dtv）[7]
- 『めちゃんこSKEEEEEEEEEE!!』（2019年、dtv）[7]

### イベント
- a-nation - オフィシャルカメラマン[7]

### 映像
- 美少女シネマ[8]

## 出演

### テレビ
- 有吉反省会（TBSテレビ）[9]

### インターネット放送
- 劇団4ドル50セントのカメラをはじめよう（YouTube、2020年5月 - ） - レギュラー講師[10]

### 雑誌
- フォトテクニックデジタル（玄光社） - プロのポートレート特集[11]